# مسجد تشانغتشو
مسجد تشانغتشو (بالصينية 常州清真寺: بالبينيين Chángzhōu Qīngzhēnsì)، يقع المسجد في منطقة تيانينغ إحدى مناطق مدينة تشانغتشو
التابعة لمقاطعة جيانغسو في الصين.

## التاريخ
بني المسجد في الأصل خلال عهد الأمبراطور هونغوو من أسرة مينغ، كان المبنى الأصلي منخفض الارتفاع بعكس ماهو عليه اليوم من ارتفاع. وخضع المسجد لعدة صيانات، خلال عهد حكم الإمبراطور وانلي من أسرة مينغ والإمبراطور تونغزهي من أسرة تشينغ. وفي عام 1996 أُعيد بناء المسجد في موقعة الأصلي، وفي عام 2003 تم نقل المسجد إلى تقاطع الزاوية الجنوبية الشرقية من طريق غونغيوان وشوانغوي فانغ بسبب احتياجات بناء المدينة. واكتملت عملية النقل في عام 2006.

## العمارة
النمط المعماري للمسجد على الطراز العربي، يغطي المسجد مساحة 1,354 ²، وتبلغ المساحة الإجمالية للمسجد 4700 ²، يتألف المسجد من ستة طوابق وقبة مقوسة يبلغ ارتفاعها 36 مترًا والمئذنة 51 مترًا، يستوعب المسجد 800 شخص من المصليين.